# Jytte Skøtt Mikkelsen
Jytte Kirstine Skøtt Mikkelsen f.Skøtt Hansen (født 31. december 1940 i Assens) er en tidligere dansk landsholdspiller i håndbold.
Skøtt Mikkelsen startede med at spillede håndbold i Assens G&IK og flyttede senere til HG i Odense. Hun vandt sølv ved verdensmesterskaberne 1962 i Rumænien og blev hædredet som Årets Sportsnavn på Fyn af Fyens Stiftstidende 1966. I 1966/67 sæsonen var hun topscorer i den danske kvindeliga.